# Sapromyza sexnotata
Sapromyza sexnotata är en tvåvingeart som beskrevs av Zetterstedt 1847. Sapromyza sexnotata ingår i släktet Sapromyza och familjen lövflugor.
Artens utbredningsområde är Danmark. Inga underarter finns listade i Catalogue of Life.